# Matías Vecino
Matías Vecino Falero (Canelones, 24 agosto 1991) è un calciatore uruguaiano, centrocampista della Lazio.

## Biografia
La sua famiglia è in parte di origini molisane, più precisamente la nonna materna è di Torella del Sannio, e per questo il giocatore ha avviato le pratiche per ottenere un passaporto italiano.
È soprannominato Mate, come la bevanda di cui è appassionato.

## Caratteristiche tecniche
È un centrocampista duttile dalle spiccate doti offensive, può ricoprire sia il ruolo di interno destro o sinistro che di trequartista, ma anche di mediano. È rapido nell'uno contro uno e ordinato nella parte tattica. Sa saltare l'uomo, sa inserirsi molto bene senza palla, e possiede anche un gran tiro dalla distanza. L'allenatore e connazionale Diego López, che l'ha avuto al Cagliari, l'ha descritto come una mezzala dotata di dinamismo, tecnica e velocità.

## Carriera

### Club

#### Central Español e Nacional
Inizia la sua carriera da calciatore professionista nel 2010, quando viene acquistato dal Central Español dove milita per una stagione tra le file delle giovanili. L'anno successivo (2011) compie il suo debutto ufficiale, esordendo il 6 marzo durante l'incontro di campionato con il Tacuarembó. Il 3 aprile realizza la sua prima rete in carriera da calciatore professionista, in occasione della partita di campionato con il Rampla Juniors. Conclude la sua prima stagione tra i professionisti con 32 partite di campionato giocate e 2 reti realizzate.
A fine campionato viene acquistato dal Nacional, dove debutta il 20 agosto durante la prima di campionato contro il Defensor Sporting. Segna la sua prima rete con la maglia del Nacional il 4 marzo 2012, durante la partita di campionato con il Cerro.

#### Fiorentina e prestiti a Cagliari e Empoli

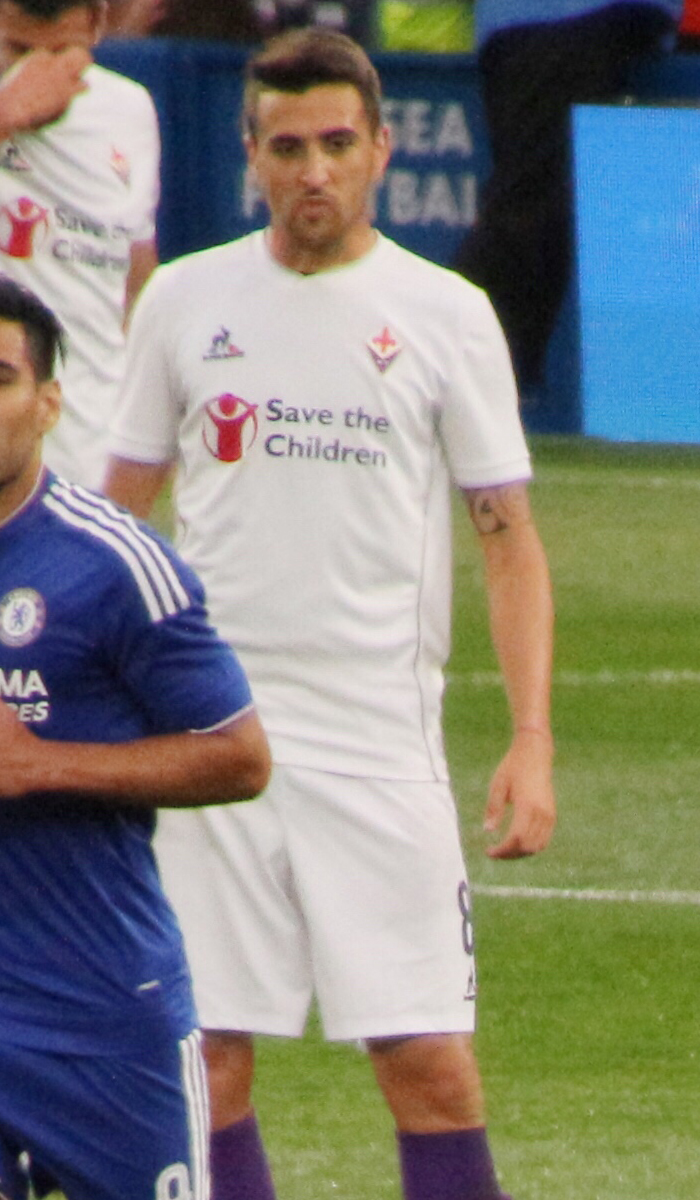
Vecino con la maglia della Fiorentina nel 2015.

Il 24 gennaio 2013 si aggrega alla squadra italiana della Fiorentina in attesa di poter essere tesserato ufficialmente come comunitario dalla stagione 2013-2014. Viene acquistato dalla società viola per 2,5 milioni di euro. Il 3 settembre 2013 viene escluso dall'allenatore Vincenzo Montella dalla lista dei calciatori che faranno parte dei convocabili per l'Europa League. Esordisce in maglia viola il 26 settembre nella gara di campionato Inter-Fiorentina (2-1), entrando al 78' al posto di Alberto Aquilani.
Nella squadra toscana trova poco spazio (6 presenze) e perciò il 29 gennaio 2014 passa in prestito al Cagliari con diritto di riscatto della partecipazione fissato a 2,5 milioni di euro. Esordisce il 1º febbraio 2014 con la maglia numero 27 contro la sua ex-squadra italiana subentrando al connazionale Matías Cabrera. Segna il suo primo gol in Serie A il 2 marzo 2014 in Cagliari-Udinese (3-0) Chiude la stagione con due reti e quindici presenze anche a causa di un brutto infortunio che, da aprile, gli impedisce di tornare a giocare per molti mesi.
Il 13 agosto 2014 passa in prestito all'Empoli, dove debutta nella partita di Coppa Italia contro L'Aquila vinta 3-0. Il 23 novembre segna la sua prima rete nella vittoria per 2-0 contro il Parma. Si ripete il 14 marzo 2015 contro il Cagliari al 93', regalando in extremis il pareggio ai toscani. Con la maglia azzurra diventa titolare e uno degli uomini migliori del centrocampo: chiude la stagione con 36 presenze e due reti all'attivo.
Dopo due stagioni in prestito, torna in viola per la Serie A 2015-2016 e fa il suo esordio in campo alla terza giornata conquistando, anche con la maglia della Fiorentina, un posto da titolare con la disposizione tattica di Paulo Sousa. Gioca la sua prima partita di una coppa europea contro il Belenenses il 1º ottobre 2015 nella seconda giornata della fase a gironi di Europa League. Segna il suo primo gol con la squadra viola il 15 maggio 2016 nella partita di campionato Lazio-Fiorentina (2-4), dove realizza anche una doppietta.

#### Inter
Il 2 agosto 2017 viene ufficializzato il suo passaggio all'Inter per 24 milioni di euro. Alla seconda giornata sigla il suo primo gol, nella vittoria per 1-3 sul campo della Roma. Conclude la stagione 2017-2018 con 28 presenze e 3 gol, l'ultimo dei quali è decisivo per la vittoria dell'Inter sulla Lazio all'ultima giornata: battendo il club romano, i nerazzurri si qualificano in Champions League a 7 anni di distanza dall'ultima partecipazione.
Il 18 settembre 2018 esordisce in Champions League, nella prima giornata della fase a gironi contro il Tottenham; realizza il gol decisivo del 2-1 nei minuti di recupero. Il 17 marzo 2019 segna il suo primo goal nel derby milanese nei minuti iniziali, contribuendo alla vittoria finale per 3-2. In questa stagione Vecino si è distinto per essere stato decisivo anche all'ultima giornata in Inter-Empoli fornendo il gol del decisivo 2-1 a Radja Nainggolan dopo avere calciato sul palo.
Nella stagione 2019-2020 perde il posto da titolare in favore di Stefano Sensi ma lo ritrova dopo la partita contro la Juventus a causa di infortunio del centrocampista italiano. Il 9 novembre in occasione della partita contro il Verona trova il suo primo gol stagionale (2-1 per l'Inter il risultato finale). Pochi giorni prima aveva trovato il gol anche in Champions League nella gara contro il Borussia Dortmund, persa 3-2. Col passare del tempo lo spazio per lui si riduce, tanto che in gennaio viene messo ai margini della rosa anche a causa di problemi con l'allenatore dei nerazzurri Antonio Conte. Reintegrato successivamente, il 9 febbraio 2020 segna il gol del 2-2 nel derby vinto in rimonta per 4-2. Il 21 luglio seguente, a Barcellona, viene sottoposto a intervento chirurgico artroscopico al ginocchio destro, che lo costringe a terminare anticipatamente la stagione.
L'infortunio è lungo, e lui torna a disposizione solo a fine gennaio 2021, quando scende in campo con la formazione primavera, andando a segno contro il Genoa. Torna a giocare con la prima squadra il 14 marzo seguente nel finale di Torino-Inter 1-2, a otto mesi dall’ultima presenza in campionato. L'11 aprile, giocando gli ultimi minuti di Inter-Cagliari 1-0, raggiunge le 100 presenze complessive con la maglia nerazzurra. Dopo essere tornato a giocare da titolare a scudetto conquistato, il 12 maggio segna il suo primo gol stagionale in Inter-Roma 3-1.
Il 12 gennaio 2022, pur non giocando, vince il suo secondo trofeo con l'Inter, la Supercoppa italiana, battendo per 2-1 la Juventus dopo i tempi supplementari. Nel corso della stagione vince anche la Coppa Italia, superando la Juventus in finale per 4-2 dopo i tempi supplementari; anche in questo caso Vecino non è impiegato in finale. A livello individuale ha trovato poco spazio, segnando comunque un gol nel successo per 6-1 in campionato contro il Bologna del 18 settembre 2021. Al termine dell'annata resta svincolato, chiudendo la sua esperienza all'Inter con tre titoli.

#### Lazio
Il 1º agosto 2022 firma un contratto di 3 anni con la Lazio. Debutta con i biancocelesti il 14 agosto, in occasione del match di Serie A vinto in casa contro il Bologna per 2-1, subentrando al 83' minuto a Sergej Milinković-Savić. L'8 settembre successivo mette a segno le sue prime due reti in maglia biancoceleste, segnando una doppietta nella partita di esordio stagionale di Europa League vinta per 4-2 contro il Feyenoord, prestazione che gli vale anche il premio di "Miglior giocatore della settimana" del torneo. Il 10 ottobre firma anche la sua prima rete in campionato, aprendo le marcature nel successo in casa dell'ex Fiorentina per 4-0.
Nella sua seconda annata in biancoceleste totalizza 41 presenze e 7 reti (di cui una nel successo per 3-2 contro l'Atalanta dell'8 ottobre 2023), la sua migliore stagione in carriera dal punto di vista realizzativo. Una di queste reti l'ha realizzata in Champions League nel successo per 1-2 in casa del Celtic nella fase a gironi. Anche grazie a questa rete i biancocelesti si sono qualificati agli ottavi, in cui hanno avuto la peggio nella doppia sfida contro il Bayern Monaco. A livello individuale ha disputato una buona stagione rendendo bene sia sotto la guida di Maurizio Sarri che sotto quella d'Igor Tudor, ma a livello di squadra i capitolini sono stati eliminati in semifinale di Coppa Italia dalla Juventus e sono arrivati settimi in campionato. La stagione seguente ha meno opportunità di giocare con Marco Baroni ma nel giugno 2025, con il ritorno di Sarri, Vecino rinnova il proprio contratto fino al 2026 con opzione per un ulteriore anno se giocherà almeno 25 partite.

### Nazionale

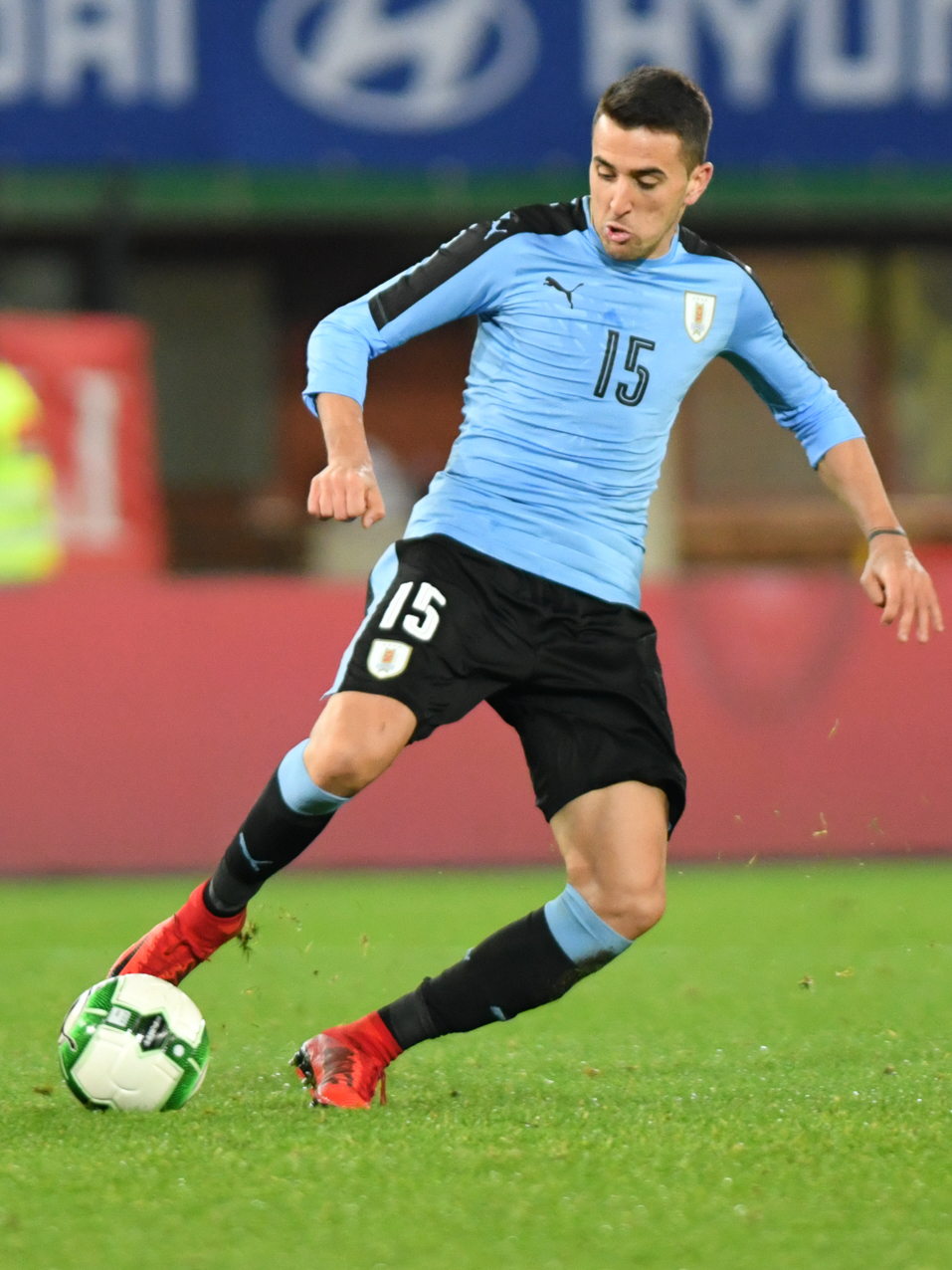
Vecino in azione con la nazionale uruguaiana nel 2017.

Nel 2011 il c.t. della Celeste Under-20 lo inserisce nella lista dei calciatori che parteciperanno al campionato sudamericano di categoria organizzato in Perù. Dopo il debutto con gol nel 100º anniversario della Celeste nel dicembre 2010, il 16 gennaio 2011 torna in campo in occasione della prima partita del torneo ancora contro i pari età dell'Argentina. Superato il primo turno, il 10 febbraio realizza la rete che vale la vittoria contro l'Argentina nel girone finale del torneo. A fine competizione la formazione uruguaiana si posiziona al secondo posto, dietro alla nazionale brasiliana vincitrice.
In seguito, sempre nel 2011, partecipa anche al campionato mondiale di calcio Under-20: debutta il 30 luglio durante la partita giocata a Santiago de Cali contro i pari età del Portogallo giocando in tutte le gare del girone eliminatorio.
Complici le buone prestazioni con la maglia dell'Empoli prima e della Fiorentina poi, in virtù della sua condizione da oriundo, è stato accostato più volte a una possibile convocazione con la nazionale italiana, ipotesi che però è stata respinta in attesa di una convocazione con la nazionale maggiore del suo paese. A marzo 2016 viene convocato per la prima volta dalla nazionale uruguaiana, il 25 marzo fa il suo esordio giocando tutti i novanta minuti della partita contro il Brasile valida per le qualificazioni mondiali.
Viene convocato per la Copa América Centenario negli Stati Uniti, così come per i Mondiali 2018 giocati in Russia.
L'anno seguente, viene convocato per la Copa América in Brasile: tuttavia, dopo la prima partita (vinta 4-0 contro l'Ecuador) è costretto ad abbandonare la competizione per un infortunio alla coscia destra.
Nel novembre del 2022 viene inserito dal CT Diego Alonso nella lista dei convocati per i Mondiali di calcio in Qatar; nella competizione disputa tutte e tre le partite giocate dalla nazionale uruguaiana, che viene eliminata alla fase a gironi.

## Statistiche

### Presenze e reti nei club
Statistiche aggiornate al 25 maggio 2025.
| Stagione               | Squadra                | Campionato             | Campionato | Campionato | Coppe nazionali | Coppe nazionali | Coppe nazionali | Coppe continentali | Coppe continentali | Coppe continentali | Altre coppe | Altre coppe | Altre coppe | Totale | Totale |
| Stagione               | Squadra                | Comp                   | Pres       | Reti       | Comp            | Pres            | Reti            | Comp               | Pres               | Reti               | Comp        | Pres        | Reti        | Pres   | Reti   |
| ---------------------- | ---------------------- | ---------------------- | ---------- | ---------- | --------------- | --------------- | --------------- | ------------------ | ------------------ | ------------------ | ----------- | ----------- | ----------- | ------ | ------ |
| 2009-2010              | Central Español        | PD                     | 9          | 0          | -               | -               | -               | -                  | -                  | -                  | -           | -           | -           | 9      | 0      |
| 2010-2011              | Central Español        | PD                     | 23         | 2          | -               | -               | -               | -                  | -                  | -                  | -           | -           | -           | 23     | 2      |
| Totale Central Español | Totale Central Español | Totale Central Español | 32         | 2          |                 | -               | -               |                    | -                  | -                  |             | -           | -           | 32     | 2      |
| 2011-2012              | Nacional               | PD                     | 13         | 3          | -               | -               | -               | CL                 | 2                  | 0                  | -           | -           | -           | 15     | 3      |
| 2012-2013              | Nacional               | PD                     | 5          | 1          | -               | -               | -               | CS                 | 3                  | 1                  | -           | -           | -           | 8      | 2      |
| Totale Nacional        | Totale Nacional        | Totale Nacional        | 18         | 4          |                 | -               | -               |                    | 5                  | 1                  |             | -           | -           | 23     | 5      |
| gen.-giu. 2013         | Fiorentina             | A                      | 0          | 0          | CI              | -               | -               | -                  | -                  | -                  | -           | -           | -           | 0      | 0      |
| 2013-gen. 2014         | Fiorentina             | A                      | 6          | 0          | CI              | 1               | 0               | UEL                | -                  | -                  | -           | -           | -           | 7      | 0      |
| gen.-giu. 2014         | Cagliari               | A                      | 9          | 2          | CI              | -               | -               | -                  | -                  | -                  | -           | -           | -           | 9      | 2      |
| 2014-2015              | Empoli                 | A                      | 36         | 2          | CI              | 2               | 0               | -                  | -                  | -                  | -           | -           | -           | 38     | 2      |
| 2015-2016              | Fiorentina             | A                      | 30         | 2          | CI              | 1               | 0               | UEL                | 7                  | 0                  | -           | -           | -           | 38     | 2      |
| 2016-2017              | Fiorentina             | A                      | 31         | 3          | CI              | 2               | 0               | UEL                | 7                  | 1                  | -           | -           | -           | 40     | 4      |
| Totale Fiorentina      | Totale Fiorentina      | Totale Fiorentina      | 67         | 5          |                 | 4               | 0               |                    | 14                 | 1                  |             | -           | -           | 85     | 6      |
| 2017-2018              | Inter                  | A                      | 29         | 3          | CI              | 2               | 0               | -                  | -                  | -                  | -           | -           | -           | 31     | 3      |
| 2018-2019              | Inter                  | A                      | 30         | 3          | CI              | 1               | 0               | UCL+UEL            | 5+4                | 1+1                | -           | -           | -           | 40     | 5      |
| 2019-2020              | Inter                  | A                      | 20         | 2          | CI              | 1               | 0               | UCL+UEL            | 3+1                | 1+0                | -           | -           | -           | 25     | 3      |
| 2020-2021              | Inter                  | A                      | 8          | 1          | CI              | 0               | 0               | UCL                | 0                  | 0                  | -           | -           | -           | 8      | 1      |
| 2021-2022              | Inter                  | A                      | 17         | 1          | CI              | 2               | 0               | UCL                | 4                  | 0                  | SI          | 0           | 0           | 23     | 1      |
| Totale Inter           | Totale Inter           | Totale Inter           | 104        | 10         |                 | 6               | 0               |                    | 17                 | 3                  |             | 0           | 0           | 127    | 13     |
| 2022-2023              | Lazio                  | A                      | 32         | 2          | CI              | 2               | 0               | UEL+UECL           | 6+4                | 2                  | -           | -           | -           | 44     | 4      |
| 2023-2024              | Lazio                  | A                      | 31         | 6          | CI              | 3               | 0               | UCL                | 6                  | 1                  | SI          | 1           | 0           | 41     | 7      |
| 2024-2025              | Lazio                  | A                      | 20         | 2          | CI              | 0               | 0               | UEL                | 9                  | 0                  | -           | -           | -           | 29     | 2      |
| Totale Lazio           | Totale Lazio           | Totale Lazio           | 83         | 10         |                 | 5               | 0               |                    | 25                 | 3                  |             | 1           | 0           | 114    | 13     |
| Totale carriera        | Totale carriera        | Totale carriera        | 349        | 35         |                 | 17              | 0               |                    | 61                 | 8                  |             | 1           | 0           | 428    | 43     |

### Cronologia presenze e reti in nazionale
| Cronologia completa delle presenze e delle reti in nazionale ― Uruguay | Cronologia completa delle presenze e delle reti in nazionale ― Uruguay | Cronologia completa delle presenze e delle reti in nazionale ― Uruguay | Cronologia completa delle presenze e delle reti in nazionale ― Uruguay | Cronologia completa delle presenze e delle reti in nazionale ― Uruguay | Cronologia completa delle presenze e delle reti in nazionale ― Uruguay | Cronologia completa delle presenze e delle reti in nazionale ― Uruguay | Cronologia completa delle presenze e delle reti in nazionale ― Uruguay |
| Data                                                                   | Città                                                                  | In casa                                                                | Risultato                                                              | Ospiti                                                                 | Competizione                                                           | Reti                                                                   | Note                                                                   |
| ---------------------------------------------------------------------- | ---------------------------------------------------------------------- | ---------------------------------------------------------------------- | ---------------------------------------------------------------------- | ---------------------------------------------------------------------- | ---------------------------------------------------------------------- | ---------------------------------------------------------------------- | ---------------------------------------------------------------------- |
| 25-3-2016                                                              | Recife                                                                 | Brasile                                                                | 2 – 2                                                                  | Uruguay                                                                | Qual. Mondiali 2018                                                    | -                                                                      |                                                                        |
| 29-3-2016                                                              | Montevideo                                                             | Uruguay                                                                | 1 – 0                                                                  | Perù                                                                   | Qual. Mondiali 2018                                                    | -                                                                      | 46’                                                                    |
| 28-5-2016                                                              | Montevideo                                                             | Uruguay                                                                | 3 – 1                                                                  | Trinidad e Tobago                                                      | Amichevole                                                             | 1                                                                      |                                                                        |
| 6-6-2016                                                               | Phoenix                                                                | Messico                                                                | 3 – 1                                                                  | Uruguay                                                                | Coppa America Centenario - 1º turno                                    | -                                                                      | 45’                                                                    |
| 14-6-2016                                                              | Filadelfia                                                             | Uruguay                                                                | 3 – 0                                                                  | Giamaica                                                               | Coppa America Centenario - 1º turno                                    | -                                                                      | 66’                                                                    |
| 7-10-2016                                                              | Montevideo                                                             | Uruguay                                                                | 3 – 0                                                                  | Venezuela                                                              | Qual. Mondiali 2018                                                    | -                                                                      | 67’                                                                    |
| 11-10-2016                                                             | Barranquilla                                                           | Colombia                                                               | 2 – 2                                                                  | Uruguay                                                                | Qual. Mondiali 2018                                                    | -                                                                      | 77’                                                                    |
| 11-11-2016                                                             | Montevideo                                                             | Uruguay                                                                | 2 – 1                                                                  | Ecuador                                                                | Qual. Mondiali 2018                                                    | -                                                                      |                                                                        |
| 15-11-2016                                                             | Santiago del Cile                                                      | Cile                                                                   | 3 – 1                                                                  | Uruguay                                                                | Qual. Mondiali 2018                                                    | -                                                                      |                                                                        |
| 23-3-2017                                                              | Montevideo                                                             | Uruguay                                                                | 1 – 4                                                                  | Brasile                                                                | Qual. Mondiali 2018                                                    | -                                                                      |                                                                        |
| 28-3-2017                                                              | Lima                                                                   | Perù                                                                   | 2 – 1                                                                  | Uruguay                                                                | Qual. Mondiali 2018                                                    | -                                                                      |                                                                        |
| 4-6-2017                                                               | Dublino                                                                | Irlanda                                                                | 3 – 1                                                                  | Uruguay                                                                | Amichevole                                                             | -                                                                      |                                                                        |
| 7-6-2017                                                               | Nizza                                                                  | Italia                                                                 | 3 – 0                                                                  | Uruguay                                                                | Amichevole                                                             | -                                                                      |                                                                        |
| 31-8-2017                                                              | Montevideo                                                             | Uruguay                                                                | 0 – 0                                                                  | Argentina                                                              | Qual. Mondiali 2018                                                    | -                                                                      |                                                                        |
| 5-9-2017                                                               | Asunción                                                               | Paraguay                                                               | 1 – 2                                                                  | Uruguay                                                                | Qual. Mondiali 2018                                                    | -                                                                      |                                                                        |
| 5-10-2017                                                              | San Cristóbal                                                          | Venezuela                                                              | 0 – 0                                                                  | Uruguay                                                                | Qual. Mondiali 2018                                                    | -                                                                      |                                                                        |
| 10-10-2017                                                             | Montevideo                                                             | Uruguay                                                                | 4 – 2                                                                  | Bolivia                                                                | Qual. Mondiali 2018                                                    | -                                                                      |                                                                        |
| 10-11-2017                                                             | Varsavia                                                               | Polonia                                                                | 0 – 0                                                                  | Uruguay                                                                | Amichevole                                                             | -                                                                      |                                                                        |
| 14-11-2017                                                             | Vienna                                                                 | Austria                                                                | 2 – 1                                                                  | Uruguay                                                                | Amichevole                                                             | -                                                                      |                                                                        |
| 23-3-2018                                                              | Nanning                                                                | Uruguay                                                                | 2 – 0                                                                  | Rep. Ceca                                                              | Amichevole                                                             | -                                                                      | 68’                                                                    |
| 26-3-2018                                                              | Nanning                                                                | Galles                                                                 | 0 – 1                                                                  | Uruguay                                                                | Amichevole                                                             | -                                                                      |                                                                        |
| 8-6-2018                                                               | Montevideo                                                             | Uruguay                                                                | 3 – 0                                                                  | Uzbekistan                                                             | Amichevole                                                             | -                                                                      | 57’ 59’                                                                |
| 15-6-2018                                                              | Ekaterinburg                                                           | Egitto                                                                 | 0 – 1                                                                  | Uruguay                                                                | Mondiali 2018 - 1º turno                                               | -                                                                      | 88’                                                                    |
| 20-6-2018                                                              | Rostov                                                                 | Uruguay                                                                | 1 – 0                                                                  | Arabia Saudita                                                         | Mondiali 2018 - 1º turno                                               | -                                                                      | 59’                                                                    |
| 25-6-2018                                                              | Samara                                                                 | Uruguay                                                                | 3 – 0                                                                  | Russia                                                                 | Mondiali 2018 - 1º turno                                               | -                                                                      |                                                                        |
| 30-6-2018                                                              | Soči                                                                   | Uruguay                                                                | 2 – 1                                                                  | Portogallo                                                             | Mondiali 2018 - Ottavi di finale                                       | -                                                                      |                                                                        |
| 6-7-2018                                                               | Nižnij Novgorod                                                        | Uruguay                                                                | 0 – 2                                                                  | Francia                                                                | Mondiali 2018 - Quarti di finale                                       | -                                                                      |                                                                        |
| 8-9-2018                                                               | Houston                                                                | Messico                                                                | 1 – 4                                                                  | Uruguay                                                                | Amichevole                                                             | -                                                                      |                                                                        |
| 12-10-2018                                                             | Seul                                                                   | Corea del Sud                                                          | 2 – 1                                                                  | Uruguay                                                                | Amichevole                                                             | 1                                                                      | 73’                                                                    |
| 16-11-2018                                                             | Londra                                                                 | Brasile                                                                | 1 – 0                                                                  | Uruguay                                                                | Amichevole                                                             | -                                                                      | 41’ 85’                                                                |
| 20-11-2018                                                             | Saint-Denis                                                            | Francia                                                                | 1 – 0                                                                  | Uruguay                                                                | Amichevole                                                             | -                                                                      |                                                                        |
| 22-3-2019                                                              | Nanning                                                                | Uruguay                                                                | 3 – 0                                                                  | Uzbekistan                                                             | Amichevole                                                             | -                                                                      |                                                                        |
| 25-3-2019                                                              | Nanning                                                                | Thailandia                                                             | 0 – 4                                                                  | Uruguay                                                                | Amichevole                                                             | 1                                                                      | 46’                                                                    |
| 7-6-2019                                                               | Montevideo                                                             | Uruguay                                                                | 3 – 0                                                                  | Panama                                                                 | Amichevole                                                             | -                                                                      | 7’ 46’                                                                 |
| 16-6-2019                                                              | Belo Horizonte                                                         | Uruguay                                                                | 4 – 0                                                                  | Ecuador                                                                | Coppa America 2019 - 1º turno                                          | -                                                                      | 81’                                                                    |
| 7-9-2019                                                               | San José                                                               | Costa Rica                                                             | 1 – 2                                                                  | Uruguay                                                                | Amichevole                                                             | -                                                                      |                                                                        |
| 10-9-2019                                                              | Saint Louis                                                            | Stati Uniti                                                            | 1 – 1                                                                  | Uruguay                                                                | Amichevole                                                             | -                                                                      |                                                                        |
| 12-10-2019                                                             | Montevideo                                                             | Uruguay                                                                | 1 – 0                                                                  | Perù                                                                   | Amichevole                                                             | -                                                                      | 67’                                                                    |
| 15-10-2019                                                             | Lima                                                                   | Perù                                                                   | 1 – 1                                                                  | Uruguay                                                                | Amichevole                                                             | -                                                                      |                                                                        |
| 15-11-2019                                                             | Budapest                                                               | Ungheria                                                               | 1 – 2                                                                  | Uruguay                                                                | Amichevole                                                             | -                                                                      | 53’                                                                    |
| 18-11-2019                                                             | Tel Aviv                                                               | Argentina                                                              | 2 – 2                                                                  | Uruguay                                                                | Amichevole                                                             | -                                                                      | 43’                                                                    |
| 3-6-2021                                                               | Montevideo                                                             | Uruguay                                                                | 0 – 0                                                                  | Paraguay                                                               | Qual. Mondiali 2022                                                    | -                                                                      | 26’ 83’                                                                |
| 8-6-2021                                                               | Caracas                                                                | Venezuela                                                              | 0 – 0                                                                  | Uruguay                                                                | Qual. Mondiali 2022                                                    | -                                                                      | 75’                                                                    |
| 18-6-2021                                                              | Brasilia                                                               | Argentina                                                              | 1 – 0                                                                  | Uruguay                                                                | Coppa America 2021 - 1º turno                                          | -                                                                      | 64’                                                                    |
| 21-6-2021                                                              | Cuiabá                                                                 | Uruguay                                                                | 1 – 1                                                                  | Cile                                                                   | Coppa America 2021 - 1º turno                                          | -                                                                      | 81’                                                                    |
| 24-6-2021                                                              | Cuiabá                                                                 | Bolivia                                                                | 0 – 2                                                                  | Uruguay                                                                | Coppa America 2021 - 1º turno                                          | -                                                                      |                                                                        |
| 28-6-2021                                                              | Rio de Janeiro                                                         | Uruguay                                                                | 1 – 0                                                                  | Paraguay                                                               | Coppa America 2021 - 1º turno                                          | -                                                                      | 57’                                                                    |
| 2-7-2021                                                               | Brasilia                                                               | Uruguay                                                                | 0 – 0 dts (2 – 4 dtr)                                                  | Colombia                                                               | Coppa America 2021 - Quarti di finale                                  | -                                                                      |                                                                        |
| 2-9-2021                                                               | Lima                                                                   | Perù                                                                   | 1 – 1                                                                  | Uruguay                                                                | Qual. Mondiali 2022                                                    | -                                                                      |                                                                        |
| 5-9-2021                                                               | Montevideo                                                             | Uruguay                                                                | 4 – 2                                                                  | Bolivia                                                                | Qual. Mondiali 2022                                                    | -                                                                      |                                                                        |
| 9-9-2021                                                               | Montevideo                                                             | Uruguay                                                                | 1 – 0                                                                  | Ecuador                                                                | Qual. Mondiali 2022                                                    | -                                                                      |                                                                        |
| 7-10-2021                                                              | Montevideo                                                             | Uruguay                                                                | 0 – 0                                                                  | Colombia                                                               | Qual. Mondiali 2022                                                    | -                                                                      |                                                                        |
| 10-10-2021                                                             | Buenos Aires                                                           | Argentina                                                              | 3 – 0                                                                  | Uruguay                                                                | Qual. Mondiali 2022                                                    | -                                                                      |                                                                        |
| 14-10-2021                                                             | Manaus                                                                 | Brasile                                                                | 4 – 1                                                                  | Uruguay                                                                | Qual. Mondiali 2022                                                    | -                                                                      | 65’                                                                    |
| 12-11-2021                                                             | Montevideo                                                             | Uruguay                                                                | 0 – 1                                                                  | Argentina                                                              | Qual. Mondiali 2022                                                    | -                                                                      | 64’                                                                    |
| 16-11-2021                                                             | La Paz                                                                 | Bolivia                                                                | 3 – 0                                                                  | Uruguay                                                                | Qual. Mondiali 2022                                                    | -                                                                      |                                                                        |
| 27-1-2022                                                              | Asunción                                                               | Paraguay                                                               | 0 – 1                                                                  | Uruguay                                                                | Qual. Mondiali 2022                                                    | -                                                                      | 43’                                                                    |
| 2-6-2022                                                               | Glendale                                                               | Messico                                                                | 0 – 3                                                                  | Uruguay                                                                | Amichevole                                                             | 1                                                                      | 78’                                                                    |
| 5-6-2022                                                               | Kansas City                                                            | Stati Uniti                                                            | 0 – 0                                                                  | Uruguay                                                                | Amichevole                                                             | -                                                                      | 60’                                                                    |
| 11-6-2022                                                              | Montevideo                                                             | Uruguay                                                                | 5 – 0                                                                  | Panama                                                                 | Amichevole                                                             | -                                                                      | 62’                                                                    |
| 23-9-2022                                                              | Sankt Pölten                                                           | Iran                                                                   | 1 – 0                                                                  | Uruguay                                                                | Amichevole                                                             | -                                                                      | 72’                                                                    |
| 27-9-2022                                                              | Bratislava                                                             | Canada                                                                 | 0 – 2                                                                  | Uruguay                                                                | Amichevole                                                             | -                                                                      | 72’                                                                    |
| 24-11-2022                                                             | Al Rayyan                                                              | Uruguay                                                                | 0 – 0                                                                  | Corea del Sud                                                          | Mondiali 2022 - 1º turno                                               | -                                                                      | 79’                                                                    |
| 28-11-2022                                                             | Lusail                                                                 | Portogallo                                                             | 2 – 0                                                                  | Uruguay                                                                | Mondiali 2022 - 1º turno                                               | -                                                                      | 62’                                                                    |
| 2-12-2022                                                              | Al Wakrah                                                              | Ghana                                                                  | 0 – 2                                                                  | Uruguay                                                                | Mondiali 2022 - 1º turno                                               | -                                                                      | 34’                                                                    |
| 24-3-2023                                                              | Tokyo                                                                  | Giappone                                                               | 1 – 1                                                                  | Uruguay                                                                | Amichevole                                                             | -                                                                      |                                                                        |
| 28-3-2023                                                              | Seul                                                                   | Corea del Sud                                                          | 1 – 2                                                                  | Uruguay                                                                | Amichevole                                                             | -                                                                      |                                                                        |
| 12-10-2023                                                             | Barranquilla                                                           | Colombia                                                               | 2 – 2                                                                  | Uruguay                                                                | Qual. Mondiali 2026                                                    | -                                                                      | 72’                                                                    |
| 17-10-2023                                                             | Montevideo                                                             | Uruguay                                                                | 2 – 0                                                                  | Brasile                                                                | Qual. Mondiali 2026                                                    | -                                                                      | 87’                                                                    |
| Totale                                                                 |                                                                        | Presenze                                                               | 69                                                                     |                                                                        | Reti                                                                   | 4                                                                      |                                                                        |

| Cronologia completa delle presenze e delle reti in nazionale ― Uruguay under 20 | Cronologia completa delle presenze e delle reti in nazionale ― Uruguay under 20 | Cronologia completa delle presenze e delle reti in nazionale ― Uruguay under 20 | Cronologia completa delle presenze e delle reti in nazionale ― Uruguay under 20 | Cronologia completa delle presenze e delle reti in nazionale ― Uruguay under 20 | Cronologia completa delle presenze e delle reti in nazionale ― Uruguay under 20 | Cronologia completa delle presenze e delle reti in nazionale ― Uruguay under 20 | Cronologia completa delle presenze e delle reti in nazionale ― Uruguay under 20 |
| Data                                                                            | Città                                                                           | In casa                                                                         | Risultato                                                                       | Ospiti                                                                          | Competizione                                                                    | Reti                                                                            | Note                                                                            |
| ------------------------------------------------------------------------------- | ------------------------------------------------------------------------------- | ------------------------------------------------------------------------------- | ------------------------------------------------------------------------------- | ------------------------------------------------------------------------------- | ------------------------------------------------------------------------------- | ------------------------------------------------------------------------------- | ------------------------------------------------------------------------------- |
| 1-12-2010                                                                       | Montevideo                                                                      | Uruguay under 20                                                                | 1 – 1 (3 - 4 dtr)                                                               | Argentina under 20                                                              | Trofeo 100 Años de la Camiseta Celeste                                          | 1                                                                               |                                                                                 |
| 16-1-2011                                                                       | Arequipa                                                                        | Argentina under 20                                                              | 2 – 1                                                                           | Uruguay under 20                                                                | Sudamericano U-20 2011 - 1º turno                                               | -                                                                               |                                                                                 |
| 20-1-2011                                                                       | Arequipa                                                                        | Venezuela under 20                                                              | 1 – 1                                                                           | Uruguay under 20                                                                | Sudamericano U-20 2011 - 1º turno                                               | -                                                                               |                                                                                 |
| 22-1-2011                                                                       | Arequipa                                                                        | Cile under 20                                                                   | 0 – 4                                                                           | Uruguay under 20                                                                | Sudamericano U-20 2011 - 1º turno                                               | -                                                                               | 58’                                                                             |
| 31-1-2011                                                                       | Arequipa                                                                        | Uruguay under 20                                                                | 1 – 0                                                                           | Colombia under 20                                                               | Sudamericano U-20 2011 - Girone finale                                          | -                                                                               | 56’                                                                             |
| 3-2-2011                                                                        | Arequipa                                                                        | Uruguay under 20                                                                | 1 – 1                                                                           | Ecuador under 20                                                                | Sudamericano U-20 2011 - Girone finale                                          | -                                                                               | 57’                                                                             |
| 6-2-2011                                                                        | Arequipa                                                                        | Uruguay under 20                                                                | 1 – 0                                                                           | Cile under 20                                                                   | Sudamericano U-20 2011 - Girone finale                                          | -                                                                               | 53’                                                                             |
| 10-2-2011                                                                       | Arequipa                                                                        | Uruguay under 20                                                                | 1 – 0                                                                           | Argentina under 20                                                              | Sudamericano U-20 2011 - Girone finale                                          | 1                                                                               | 78’                                                                             |
| 16-2-2011                                                                       | Arequipa                                                                        | Uruguay under 20                                                                | 0 – 6                                                                           | Brasile under 20                                                                | Sudamericano U-20 2011 - Girone finale                                          | -                                                                               |                                                                                 |
| 3-7-2011                                                                        | Campinas                                                                        | Uruguay under 20                                                                | 1 – 1                                                                           | Arabia Saudita under 20                                                         | Amichevole                                                                      | -                                                                               |                                                                                 |
| 11-7-2011                                                                       | Canelones                                                                       | Uruguay under 20                                                                | 7 – 0                                                                           | Guatemala under 20                                                              | Amichevole                                                                      | 2                                                                               |                                                                                 |
| 30-7-2011                                                                       | Cali                                                                            | Portogallo under 20                                                             | 0 – 0                                                                           | Uruguay under 20                                                                | Mondiale U-20 2011 - 1º turno                                                   | -                                                                               |                                                                                 |
| 3-8-2011                                                                        | Cali                                                                            | Uruguay under 20                                                                | 1 – 1                                                                           | Nuova Zelanda under 20                                                          | Mondiale U-20 2011 - 1º turno                                                   | -                                                                               |                                                                                 |
| 30-7-2011                                                                       | Bogotà                                                                          | Uruguay under 20                                                                | 0 – 1                                                                           | Camerun under 20                                                                | Mondiale U-20 2011 - 1º turno                                                   | -                                                                               | 46’                                                                             |
| Totale                                                                          |                                                                                 | Presenze                                                                        | 14                                                                              |                                                                                 | Reti                                                                            | 4                                                                               |                                                                                 |

## Palmarès

### Club

#### Competizioni nazionali
- Campionato uruguaiano: 1

Nacional: 2011-2012
- Campionato italiano: 1

Inter: 2020-2021
- Supercoppa italiana: 1

Inter: 2021
- Coppa Italia: 1

Inter: 2021-2022